# Henri Rosellen
Louis Henri Rosellen, né le 13 octobre 1811 à Paris où il est mort dans le 17e arrondissement le 19 mars 1876,,, est un pianiste, professeur de musique et compositeur français.

## Biographie
Fils de luthier, Rosellen a étudié le piano et la composition au Conservatoire de Paris avec Louis-Barthélémy Pradher, Pierre Zimmermann, François-Joseph Fétis et Jacques Fromental Halévy. Il a également pris des cours particuliers avec Henri Herz. 
Il a écrit des variations pour le piano sur tous les opéras représentés pendant quarante ans au moins. Célèbre en son temps, beaucoup de ses contemporains l’avaient oublié, à sa mort, car dans ses derniers temps, la faveur du public ne s’attachait plus comme autrefois à son œuvre, qui est considérable,,.
Louis Henri Rosellen a été inhumé au cimetière de Montmartre, division 15, le 21 mars 1876.